# شغارشيك (آراغاتسوتن)
مدينة شغارشيك (بالإنجليزية: Shgharshik)‏ هي إحدى المدن التابعة لمقاطعة آراغاتسوتن في أرمينيا. يقدر عدد سكانها بـ 569 نسمة حسب الإحصاء الذي جرى عام 2011.